# 长江750

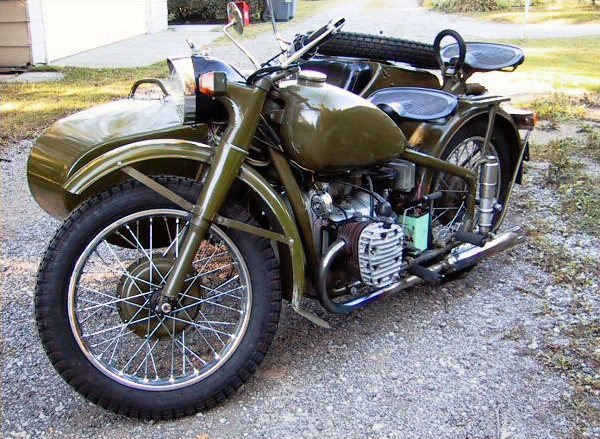
长江750边三轮摩托车

长江750是中华人民共和国仿苏联摩托车技术生产的一款可加裝邊車的摩托车系列，仿制的原型车为苏联的M72摩托車，而「M72」则由苏联仿自德国军用摩托车宝马（BMW）R71摩托車。

## 研發簡史

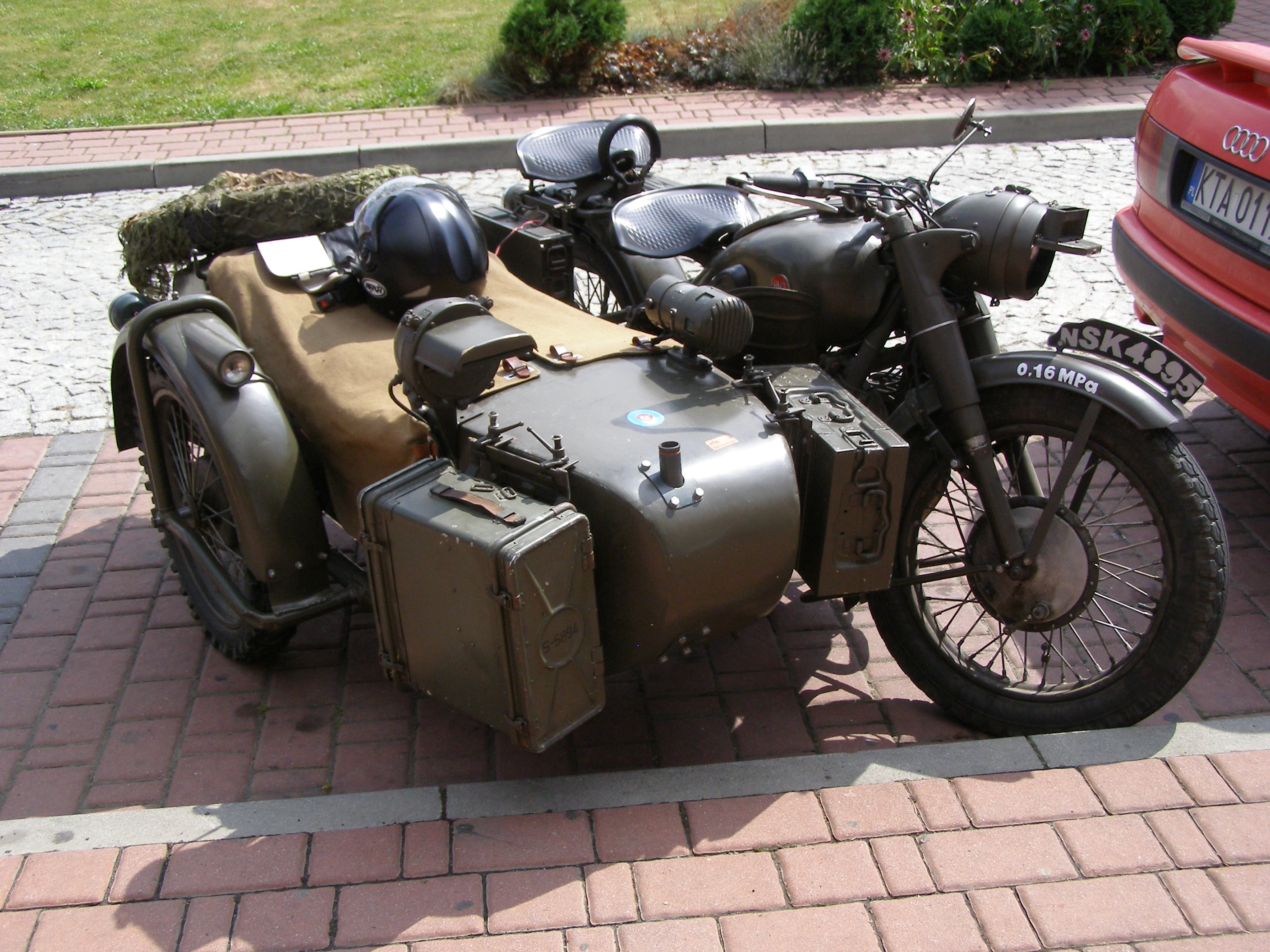
長江750的原型:蘇聯M72摩托車

1956年，中国向苏联采购了3000辆M72摩托车，次年2月要求江西洪都机械厂、湖南湘江机器厂等企业负责仿制、生产，取名“长江750”。

## 使用

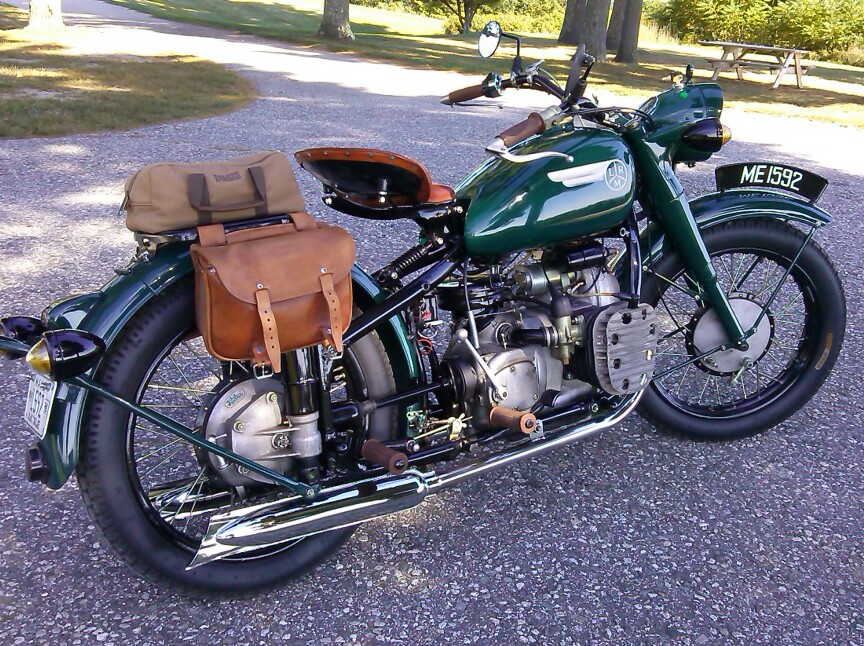
長江750摩托車曾經是中國大陸街頭的一道風景

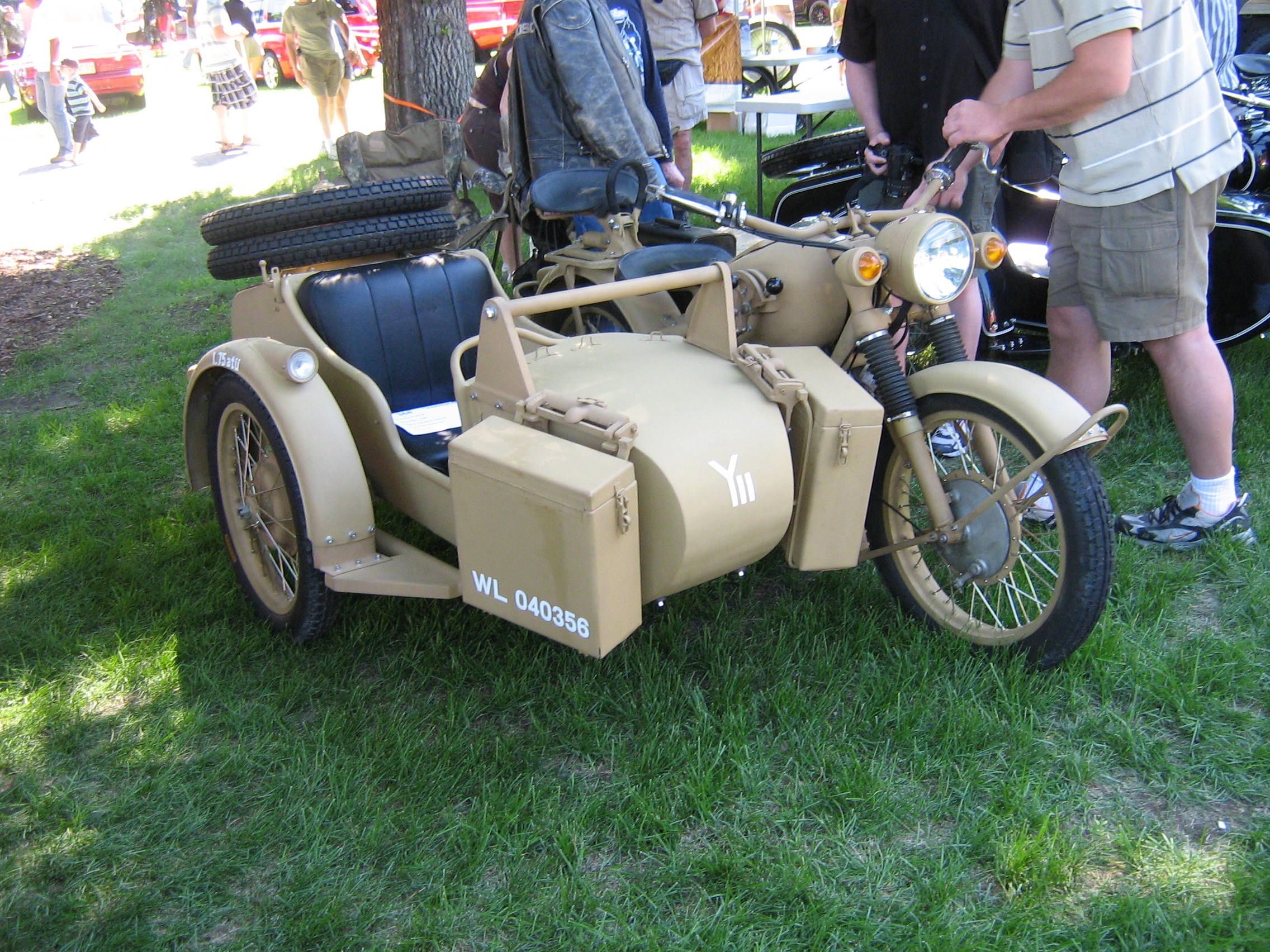
一輛被改成二次大戰德軍摩托車模樣的長江750摩托車

自1964年起，长江750多用于中国军队的装备；另外，当时的公安、工商、税务、森林防火、交通监理等系统也将其作为工作用车。
1979年後，隨著改革開放，長江750也推出民用版，很多中國大陸民眾所擁有的摩托車都是長江750，這樣也令長江750摩托車曾經是中國大陸街頭的一道風景。
除此之外，還有西方人向中國大陸購買後再改成二次大戰摩托車的模樣。
1999年後，汽车业快速发展，长江750逐渐被淘汰。

## 性能参数
- 轴距：1400mm

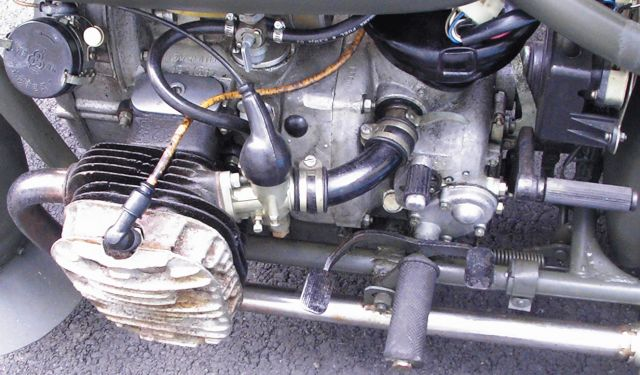
引擎

- 外观尺寸：长2380mm宽1590mm高1000mm
- 鞍座高：720mm
- 重量(加满油)：220kg
- 载荷：三人并外载100kg货物
- 最大速度：85km/小时
- 油耗：7L/100km（空载以50km/小时

## 使用國家
- 中华人民共和国